# Paweł Rańda
Paweł Rańda   () és un remer polonès, ja retirat, guanyador d'una medalla olímpica.
El 2008 va prendre part en els Jocs Olímpics d'Estiu de Pequín, on guanyà la medalla de plata en la prova del quatre sense timoner lleuger del programa de rem. Formà equip amb Łukasz Pawłowski, Bartłomiej Pawełczak i Miłosz Bernatajtys. Quatre anys més tard, als Jocs de Londres, fou tretzè en la mateixa prova.
En el seu palmarès també destaquen dues medalles de bronze en el Campionat del món de rem, el 2005 i 2009, així com una de plata en el Campionat d'Europa de rem de 2010. També guanyà cinc campionats nacionals.